# Лушуцид
Лушуцид, лашутсид, Lushootseed (варианты: xʷəlšucid, dxʷləšúcid), также — «пьюджетский салишский» (Puget Salish), «салишский язык залива Пьюджет-Саунд» (Puget Sound Salish), «скагит-нискволли» (Skagit-Nisqually) — язык или диалектный континуум, на котором говорят несколько племенных групп, проживающих на территории современного штата Вашингтон, в том числе дувомиши, стейлакумы, суквомиши, скуаксин-айленд, маклешуты, нискуалли и пьюаллап на юге, а также снохомиши, стиллагвамиши, скагит и свиномиши на севере.

## Генеалогическая и ареальная информация
Лушуцид, как и соседний с ним язык твана племени скокомишей, относится к центральной прибрежной группе салишской языковой семьи. На лушуцид говорят близ залива Пьюджет-Саунд штата Вашингтон.
В отношении языка лушуцид проводилось несколько исследований в области лексикостатистики. Они показали, что наиболее близкие лексические связи у лушуцид имеются с языками Северо-Западного побережья Северной Америки, такими как языки Квакиутль, Нуучаанулт (Нутка) и Хайда.

## Социолингвистическая информация
На лушуцид говорили многие народы региона Пьюджет-Саунд, в том числе дувамиш, стейлакум, суквомиш, маклшут, сноквалми, нискуалли и пьюаллап на юге, а также снохомиш, стиллагуамиш, скагит и свиномиш на севере. Ethnologue цитирует источник, опубликованный в 1990 году, согласно которому на лушуцид свободно говорили 60 человек, поровну разделенных между северным и южным диалектами. С другой стороны, список языков США, составленный Ethnologue, наряду с 60 говорящими на лушицид, также включает 100 носителей скагита, 107 — южного Пьюджет-Саунда и 10 — снохомишского.
У лушуцид имеются следующие две группы диалектов:
Северные
- Скагит (skaǰət)
- Саук-Суиэттл (saʔqʷəbixʷ)
- Снохомиш (sduhubš)

Южные
- Дувамиш-Суквамиш (dxʷdəw̓abš)
- Пуйаллап (p̓uyaləpabš)
- Нисквалли (sqʷaliʔabš)

Лушуцид имеет ограниченные социальные функции в современном обществе. Он используется в основном в семейном контексте, а также в качестве символа этнической и культурной идентичности. Лушуцид не имеет официального статуса на территории США и не является предметом обязательного обучения в школах. Последний носитель языка Ви Гильберт умер в 2008 г., поэтому на данный момент язык считается вымершим (но есть люди, не являющиеся носителями, но усвоившие лушуцид как второй язык), однако есть некоторые инициативы по поддержке и развитию языка, которые проводятся как на местном, так и на национальном уровнях, к примеру:
— В некоторых резервациях существуют программы по обучению языку лушуцид детей и взрослых, которые проводятся как в форме курсов, так и в форме иммерсии (погружения в языковую среду);
— В некоторых университетах, таких как университет Вашингтона и университет Британской Колумбии, существуют курсы по изучению языка лушуцид для студентов и преподавателей;
— В интернете размещены различные ресурсы по языку лушуцид, такие как словари, грамматики, тексты, аудиоматериалы;
— Существуют мобильные приложения с различными инструментами для изучения и практики языка;
— В рамках проекта «Endangered Languages Project» (Проект «Языки, находящиеся под угрозой исчезновения») существует специальный раздел по языку лушуцид, где можно найти информацию о нём, его носителях и его состоянии.
Один из первых социолингвистических анализов языка лушуцид был сделан американским лингвистом Томасом М. Хессом в 1967 году. Он изучал вариативность языка лушуцид в зависимости от пола, возраста и диалекта говорящих. Он обнаружил, что в языке лушуцид существуют различия в произношении, грамматике и лексике между мужчинами и женщинами, между молодыми и старыми, а также между представителями разных диалектов. Он также выявил некоторые тенденции к изменению языка лушуцид под влиянием английского языка и современной культуры.

## Типологическая характеристика

#### Тип выражения грамматических значений
Лушуцид является полисинтетическим языком — грамматические значения выражаются в пределах самого слова.
Примеры: глаголы, сразу несколько грамматических значений выражаются в аффиксах
```
 
gʷə-qagʷ-ə-t-əb
       čəd   ʔə    š(ə)     ad-bad 

SUBJ-scold-LV-CTL-M
    1SG   OBL    DET   2SG.POS-father
‘Your father would scold me.’  
[
5
]
```

```
xʷiʔ       s-tab-      ···      
ƛ̓u-s-ʔu-kʷaxʷ-ə-du-b-s

NEG    NMZR-what-EMPHAT      
HAB-NMZR-SB-help-EPTH-LC-M-3.POS

‘There isn’t a thing he does that helps.’ 
[
5
]
```

#### Характер границы между морфемами
Характер границы между морфемами — агглютинация: одна морфема отвечает за одно значение.
```
Пример

huy      
čəbaʔ-d-əxʷ
     tiił    ʔasxʷ     
t’uk’ʷ-txʷ-əxʷ

CONJ   
backpack-CTL-PI
    DET     seal     
go.home-CS-PI

'Then, they packed the seal home.' 
[
5
]
```

#### Локус маркирования
- В посессивной именной группе  — вершинное маркирование. Пример:

```
łəčil-əxʷ    tsiił     s-k’ʷuy-
s
         gʷəl    wiliq’ʷ       čad   sə        
ad
-suq’ʷaʔ
arrive-PI     DET   NMZR-mother-
3.POS
   CONJ  ask.question   where  DET   
2SG.POS
-younger.cousin
[Crow's] mother shows up and she asks, “Where is your little cousin?” 
[
5
]
```

- В предикации так же вершинное маркирование. Пример:

```
čəł-əxʷ
    ʔalʔal   gʷəl     
huy-u-d-əxʷ
   tiił    q’əb-us

make-PI
    house    CONJ   
make-LV-CTL-PI
   DET  threaten-appearance
'They made a house, and they made it appear threatening.'
[
5
]
```

#### Тип ролевой кодировки
В языке лушуцид, как и в некоторых других языках салишской языковой семьи, нейтральная стратегия ролевого кодирования, так как все роли кодируются одним и тем же падежом, а именно — Dir (прямой падеж в двухпадежной системе).
```
tu-təlawil   tiił       
s-kaykay

PST-run      DET   
NMZR-Steller.blue.jay (A) (DIR)

‘Blue Jay had ran.’ 
[
5
]
```

```
wix̌ʷ-əxʷ  tiił       
x̌ayux̌ʷaʔ
     tiił          
bədaʔ-s

lost-PI   DET      
fly (A) (DIR)
   DET   
one's.child-3.POS (P) (DIR)

‘Fly lost his child!’ 
[
5
]
```

#### Порядок слов
У языка лушуцид преобладает порядок слов типа VSO (verb-subject-object):
Примеры:
```
ʔu-łəgʷł    čəł    ti       ki-ka-w-ič
SB-leave    1PL    DET    DIM-hunch-EPTH-spine
‘We left little Hunchback behind.’ 
[
5
]
```

```
łu-ʔux̌ʷ-əxʷ     čəd.
FUT-go-PI       1SG 
‘I will go.’
[
5
]
```

## Фонология
Лушуцид имеет 39 согласных (смычные, носовые, фрикативные, аффрикаты и аппроксиманты), четыре гласных, а также три дифтонга.
| Место образования → Способ образования ↓ | Губно-губные  | Альвеолярные      | Альвео- палатальные | Палатальные   | Велярные          | Увулярные         | Гортанные |
| ---------------------------------------- | ------------- | ----------------- | ------------------- | ------------- | ----------------- | ----------------- | --------- |
| Смычные:                                 |               |                   |                     |               |                   |                   |           |
| глухие                                   | p [p]         | t                 |                     |               | k [k] kʷ [kw]     | q [q] qʷ [qw]     | ʔ [ʔ]     |
| звонкие                                  | b [b]         | d                 |                     |               | g [g] gʷ [gw]     |                   |           |
| абруптивы                                | p' [p']       | t'                |                     |               | k' [k'] k'ʷ [kw'] | q' [q'] q'ʷ [qw'] |           |
| Носовые                                  | m [m]         | n [n]             |                     |               |                   |                   |           |
| Фрикативные:                             |               |                   |                     |               |                   |                   |           |
| глухие                                   | xʷ [ɸ]        | s [s] ł [ɬ]       | š [sh]              |               |                   | x̌ [χ] x̌ʷ [χw]     | h [h]     |
| Аффрикаты                                |               |                   |                     |               |                   |                   |           |
| глухие                                   |               | c [ts]            | č [tʃ]              |               |                   |                   |           |
| звонкие                                  |               | dᶻ [dz]           | ǰ [dʒ]              |               |                   |                   |           |
| абруптивы                                |               | c’ [ts’] ƛ' [ɬl’] | č’ [tʃ ’]           |               |                   |                   |           |
| Аппроксиманты                            | w [w] w' [wʔ] | l [l] l' [lʔ]     |                     | y [j] y' [jʔ] |                   |                   |           |

| Ряд → Подъём ↓ | Передний | Средний  | Задний   |
| -------------- | -------- | -------- | -------- |
| Верхний        | i [i, e] |          | u [u, o] |
| Средний        |          | ə [e, ʌ] |          |
| Нижний         | (ɑ [æ])  |          | ɑ [ɑ]    |

Гласная /ɑ/ в первую очередь является [ɑ] заднего ряда и нижнего подъёма, однако в некоторых южных диалектах она может переходить в [æ] переднего ряда нижнего подъёма.
Из этих четырёх гласных /a/, /i/ и /u/ могут быть длинными или короткими, /ə/ никогда не бывает длинной. Долгие гласные записываются следующим образом:
aa, ii, uu.
Дифтонги:
В языке также имеется три дифтонга, в которых после гласных среднего и заднего рядов /ɑ/, /ə/ и /u/ следует палатальный /y/.
| ɑy [ɑy]     |
| əy [əy]     |
| uy [uy, oy] |

## Морфосинтаксис — особенности
- В языке лушуцид есть местоименные клитики для 1 и 2 лица единственного и множественного числа, а также 3 лица множественного числа. У местоимений 3 лица единственного числа нулевое маркирование. Эти местоимения являются энклитиками, однако пишутся отдельным словом.

|        | Единственное число | Множественное число |
| ------ | ------------------ | ------------------- |
| 1 лицо | čəd                | čəł                 |
| 2 лицо | čəxʷ               | čələp               |
| 3 лицо | Ø                  | həlgʷəʔ             |

```
К примеру:

ʔaciłtalbixʷ      
čəd.

Native.American   
1SG

‘
I
 am Native American.’

bə-ʔux̌ʷ  
hilgʷəʔ

ADD-go    
3PL

‘
They
 went again.’

ʔu-kʷəd-alikʷ   
Ø
     ʔə   tiił    s-čədadxʷ
SB-take-CONT   
3SG
   OBL   DET   NMZR-salmon
’
He
 took the salmon with him.
[
5
]
```

NP обычно состоит из одного из местоименных энклитиков, представленных выше, либо из существительного, перед которым может стоять определитель (DET), к примеру:
sčətxʷəd — медведь
tiił sčətxʷəd — тот медведь
- Предлоги в лушуцид почти везде обозначаются одним словом — ʔal — которое имеет большое количество значений, таких, как 'на', 'над', 'под', 'в', 'к', 'с' и других, определяемых по контексту, к примеру:

```
(1) ʔu-ʔəł-əd   həlgʷəʔ  
ʔal
   tə    tibu 
   SB-eat-DERV    3PL    
LOC
   DET  table 
   ‘They eat 
at
 the table.’

(2) təlawil-əxʷ   dxʷ-
ʔal
    dxʷ-ǰəc   tiił <...>
    to. run-PI    PERV-
LOC
  place-use   DET <...>
   ‘He ran 
towards
 the place used <where the sun comes>.’ 

(3) ʔu-łəx̌ub  gʷələ  ʔibəš-əxʷ   dxʷ-
ʔal
   tił _  č’it  ʔə   tił   s-paʔłx̌ad
    ʔu-hunt   CONJ    walk-PI   PERV-
LOC
   DET    near  OBL  DET  NMZR-swamp
    ‘He was hunting when he walked 
up
 close to a swamp.’ 

(4) ʔux̌ʷ-əxʷ  dxʷ-
ʔal

     go-PI   PERV-
LOC
 
    ‘He went 
there
.’ 
[
5
]
```

- Языку лушуцид свойственны такие процессы, как приставочность (1), суффиксальность (2), инфиксальность (2), редупликация (4) и другие:

```
(1)
 
ʔu
-t’ilib.
    
ʔu
-sing
‘She was singing.’ 

(2) x̌aƛ̓-a-
d-əxʷ

  cut.off-LV-
CTL-PI

‘Cut them off.” 

(3) x̌ʷul’-əxʷ  bə-
ʔu
-x̌ix̌əd
    just-PI    again-
ʔu
-do
‘(You are) just doing it again!’ 

(4) ʔu-
x̌ud-x̌ud
    čəd  ʔə   tə  ʔaciłtalbixʷ.
  SB-
REDUP
-speak  1SG  OBL  DET   Indian
‘I am speaking Indian.’ 
[
5
]
```

- Отрицание в языке лушуцид обозначается наречением xʷiʔ ('не', 'нет', 'ничто', 'ничего' и т. д.), которое всегда ставится в начале предложения:

```
(1) 
xʷiʔ
  s-tab- ···           ƛ̓u-s-ʔu-kʷaxʷ-ə-du-b-s
    
NEG
  NMZR-what-EMPHAT   HAB-NMZR-SB-help-EPTH-LC-M-3.POS
   “There is 
not
 a thing he does that helps.” 
```

Отрицания также могут встречаться с аффиксом lə-, выражающее 'is not'. В следующем примере отрицаемое существительное имеет приставку lə-:
```
xʷiʔ
  
lə-
pišpiš  tiʔił.

NEG
     
lə
-cat    DET
‘That’s not a cat.’ Буквально - ‘Is not that is a cat.’
```

## Алфавит и графические особенности
43 буквы, используемые для обозначения звуков в лушуцид следующие:
ʔ, a, b, c, c’, č, č’, d, dᶻ, ə, g, gʷ, h, i, ǰ, k, k’, kʷ, k’ʷ, l, l’, ł, ƛ, m, n, p, p’, q, q’, qʷ, q’ʷ, s, š, t, t’, u, w, w’, xʷ, x̌, x̌ʷ, y, y’
В системе письма не используются заглавные буквы. Пунктуация схожа с пунктуацией английского языка — используются точки, запятые, двоеточия, точки с запятой, восклицательный знак, одинарные и двойные кавычки, однако, отличием от пунктуации английского является отсутствие вопросительного знака — вопросительные предложения понимаются с помощью вопросительных слов или из контекста. Вопросы могут быть отмечены точкой или восклицательным знаком.

## Примеры слов
Приведённые примеры взяты из южного диалекта и относятся к добыче лосося:
ačədádxʷвсе виды тихоокеанских лососёвых и некоторые виды форели.
sác̓əbчавыча
x̌ʔəwádxʷнерка
sq̓ə́čqsкижуч
ƛ̕xʷáyкета
hədúʔгорбуша
qíw̓x̌микижа
pədkʷəxʷicсезон ловли кижуча
sc̓áy’tжабры
ɬičáʔaсети
ɬičaʔalikʷловля рыбы сетью
ʔálil tiʔíɬ ƛ̕usq̓ílсезон метания икры
skʷəlúbтолстый (о рыбе)
sč̕ət̓šádsхвостовой плавник
t̓áltədузкий нож
sq̓wəlúsрыба, высушенная для долговременного хранения
səlúsqidрыбьи головы
qəlx̌сушёная лососёвая икра
ƛ̕ə́bƛ̕əbqʷсвежая икра
sɬúʔbсушёная кета
sxʷúdzəʔdaliɬədочень жирная рыба
xʷšábúsслегка подкопчёный

## Список сокращений
- SUBJ — subjunctive — сослагательное наклонение
- LV — linking vowel — соединительная гласная
- CTL — control transitive — аффикс, управляющий переходностью глагола
- 1SG — 1st person singular — 1 лицо ед.число
- 1PL — 1st person plural — 1 лицо мн.число
- 2SG — 2nd person singular — 2 лицо ед.число
- 3PL — 3rd person plural — 3 лицо мн.число
- 3SG — 3rd person singular- 3 лицо ед.число
- OBL — oblique case — косвенный падеж
- DET — determiner — определитель
- POS — possessive — притяжательность
- NEG — negative — отрицание
- NMZR — nominalizer — номинализатор
- EMPHAT — emphatic — эмфатический (эмфатическая конструкция)
- EPTH — epenthetic — эпентеза
- CONJ — conjunction — союз
- CS — causative — каузатив
- DIM — diminutive — уменьшительно-ласкательный
- FUT — future — будущее время
- ADD — additive — добавочный
- CONT — continuous — продолжительность
- NP — noun phrase — именная группа
- LOC — locative — указание на место
- PERV — pervasive — распространенный (с указанием на место)
- REDUP — reduplication — редупликация
- A — agent — агенс
- P — patient — пациенс
- DIR — direct case — прямой падеж
- PST — past tense — прошедшее время

## Список использованной литературы
1. Bates, Dawn; Hess, Thom; Vi, Hilbert (1994) — Lushootseed Dictionary;
2. Zahir, Zalmai — Elements of Lushootseed Grammar in Discourse Perspective;
3. Hayward, Amber — Twulshootseed Advisory Notice.